# Nasturtium gambellii
Nasturtium gambelii là một loài thực vật có hoa trong họ Cải. Loài này được (S. Watson) O.E. Schulz mô tả khoa học đầu tiên năm 1933.